# توم هيرد
توم هيرد (بالإنجليزية: Tom Hurd) هو لاعب كرة قاعدة أمريكي، ولد في 27 مايو 1924 في دانفيل في الولايات المتحدة، وتوفي في 5 سبتمبر 1982 في واترلو في الولايات المتحدة.

## وصلات خارجية
- توم هيرد على موقعبيزبول رفرنس.كوم (الدوري الرئيسي) (الإنجليزية)